# Nouster Pier

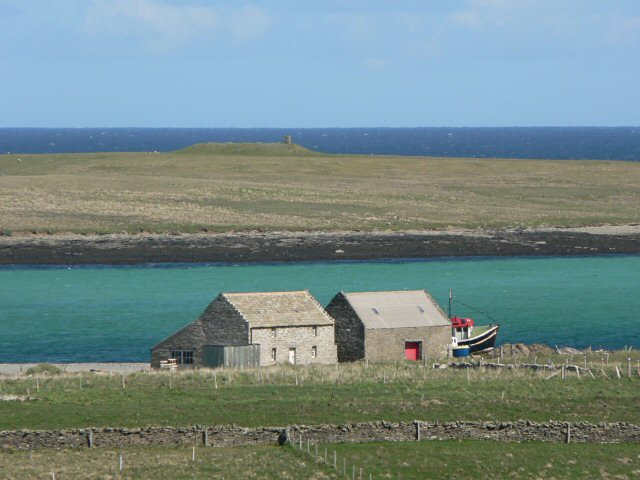
Nouster Pier

Nouster Pier ist ein Schiffsanleger mit zwei Lager- und Wohngebäuden auf der schottischen Orkneyinsel Papa Westray. 2000 wurde die Anlage in die schottischen Denkmallisten in der Kategorie C aufgenommen.

## Geschichte
Der Schiffsanleger in Nouster wurde im Zusammenhang mit der Ernte und Verarbeitung von Seetang zu Kelpasche (siehe auch Braunalgen#Verwendung) errichtet. Dieser Beschäftigungszweig stellte die Haupteinnahmequelle der Orkney zwischen dem späten 18. und frühen 19. Jahrhundert dar. Nachdem um 1825 der Höhepunkt erreicht war, ebbte das Interesse an Kelpasche in den 1830er und 1840er Jahren ab. Der Nouster Pier stammt aus dem späteren 18. Jahrhundert, also aus der Hochzeit der Kelpindustrie. Er ist  ein Bauwerk der Familie Traill (siehe auch Holland House). Die Boote der Kelpsammler legten am Schiffsanleger an und der gesammelte Tang wurde nach dem Trocknen in den zugehörigen Gebäuden eingelagert und in Kelp Kilns verbrannt. Nach dem Zusammenbruch der Kelpindustrie wurden die Gebäude weiterhin als Lagerhäuser verwendet. Ein ehemaliger zugehöriger Bootsschuppen ist heute nicht mehr erhalten.

## Beschreibung
Der L-förmige Nouster Pier liegt an der Ostküste Papa Westrays gegenüber der Nachbarinsel Westray. Im Westen grenzt eine Mauer neueren Datums an; daneben eine Slipanlage. Die beiden zweistöckigen Lagergebäude bestehen aus Bruchstein. Die mittige Eingangstüre des nördlichen Gebäudes wird von Fenstern auf zwei vertikalen Achsen flankiert. Links grenzt ein kleiner Anbau mit Pultdach an. Ein weiterer Eingang und zwei Fenster sind an der Gebäuderückseite zu finden. Das Obergeschoss ist über eine außenliegende Treppe zugänglich. Die Giebel sind als Staffelgiebel gearbeitet. Das südliche Gebäude ist ähnlich aufgebaut, jedoch schlichter und mit weniger Fenstern. Im Obergeschoss sind Wohnräume eingerichtet.